# Ejércitos patriotas (independencia hispanoamericana)

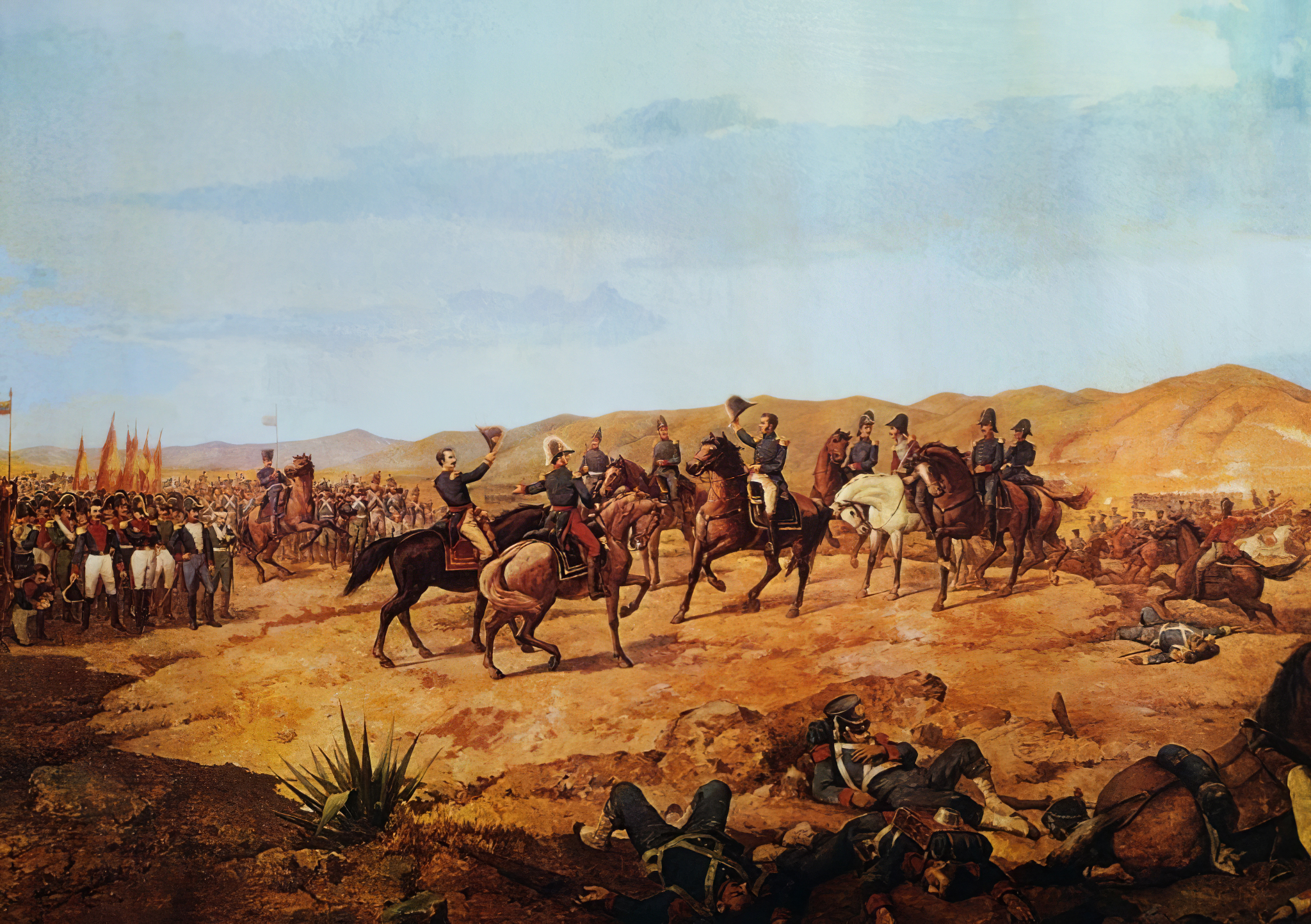
La Batalla de Ayacucho, de Martín Tovar y Tovar, librada el, marcó el fin de las Guerras de independencia iberoamericanas en Sudamérica.

Los ejércitos patriotas fueron las diversas fuerzas militares que combatieron en las guerras de independencia hispanoamericanas en apoyo de los distintos movimientos revolucionarios que promovían la secesión o independencia de nuevos estados. Estos ejércitos se enfrentaron a los ejércitos realistas, que defendían la unidad de la monarquía española. Ambos ejércitos, en su mayor parte estuvieron formados por hispanoamericanos de todas las clases y por un número significativo de tropas extranjeras.  Estuvo comandando y conformado principal y mayoritariamente por soldados y oficiales de los distintos países hispanos de América, pero en ambos bandos también contó entre sus filas con tropas extranjeras, como españoles europeos o las tropas británicas o destacados oficiales europeos de otros países.
Por su naturaleza revolucionaria los ejércitos patriotas extendieron sus empresas libertadoras más allá de sus fronteras nacionales en una operación conjunta. Estos estados todavía no reconocidos se consideraban parte de una lucha común y solidaria de todos los países y del país que se iba a libertar, y no aliados que se suman por separado. Esto explica el trasvase corriente de oficiales, tropas, grados, banderas, entre otros, según las necesidades en los lugares del conflicto.
Entre sus próceres figuran Francisco de Miranda, Simón Bolívar, Antonio José de Sucre, Bernardo O'Higgins, José de San Martín, Manuel Belgrano, Antonio Nariño, Francisco de Paula Santander, José Antonio Páez, José María Obando, Antonio Villavicencio, José de La Mar, José Hilario López, Juan José Flores, Manuel de Enrique Cruz, Tomás Cipriano de Mosquera, entre otros. En un diferente contexto, algunos de estos caudillos hicieron el papel de "precursores" de la independencia americana como es el caso del venezolano Francisco de Miranda y Antonio Nariño en Colombia.
Se considera a estos ejércitos como la primera fuerza militar de algunos países de Hispanoamérica, y también como el cuerpo madre de los ejércitos actuales de estos países.

## Historia

### Origen y guerras de independencia en Nueva Granada (Colombia)
Se considera que el origen del Ejército Patriota se dio en Nueva Granada en la década de 1.780 con la Revolución de los Comuneros en la provincia de Socorro, la cual fue la primera manifestación del descontento de la colonia con la corona de España. Fue una revolución de esclavos liderada por ilustrados neogranadinos de la época, que tenía como fin presionar a la corona para que aboliera la esclavitud en sus colonias, sin embargo la revolución es reprimida, y sus líderes fueron ejecutados.
El 20 de julio de 1810, los criollos tomando como pretexto la invasión de Francia a España y declarándose fieles a Fernando VII de España, deponen al virrey Amar y Borbón, para crear la Primera República neogranadina. Sin embargo esta república se vio azotada por el caos ocasionado por los enfrentamientos entre los centralistas y federalistas, liderados por Antonio Nariño y Camilo Torres Tenorio respectivamente. Estos enfrentamientos permitieron que el proyecto de reconquista española liderado por el general realista Pablo Morillo, héroe de la independencia española se llevará a cabo con eficacia. 
Simón Bolívar ya había estado en 2 ocasiones anteriores en la Nueva Granada, donde lideró campañas como la Campaña del Magdalena para poder llevar su campaña libertadora de nuevo a Venezuela. En su estadía en Nueva Granada conoce a oficiales neogranadinos como Manuel Castillo, Antonio Ricaurte, Atanasio Girardot, y Rafael Urdaneta (Venezolano residente en Nueva Granada). El 27 de mayo de 1819, pisa por tercera vez el suelo neogranadino, en los Llanos Orientales, en compañía de sus oficiales Carlos Soublette y José Antonio Anzoátegui, y la Legión Británica, donde se une a las tropas llaneras del entonces coronel Francisco de Paula Santander, y de allí inician el Paso de los Andes, y después de vencer en las batallas de Paya, Gámeza y del Pantano de Vargas, el 7 de agosto del mismo año vence en la Batalla de Boyacá, triunfo que le permite llegar a la capital del virreinato (Santa Fe de Bogotá), materializando la República de Colombia.

### Guerra de independencia de Venezuela
En Venezuela, la independencia tenía sus antecedentes con la frustrada conspiración de Manuel Gual y José María España, y los fracasados intentos libertarios de Francisco de Miranda. 
El 19 de abril de 1810 sucedió algo similar a lo que sucedería en Nueva Granada, el 20 de julio. El Capitán General Vicente Emparan es depuesto de su cargo y se crea la Junta Suprema de Caracas que desemboca en la Primera República de Venezuela el 5 de julio de 1811, la cual cae en manos del capitán realista Domingo Monteverde a causa del Federalismo que favoreció el caudillismo regional que llevó a la joven república a un estado de anarquía. Los líderes republicanos fueron hechos prisioneros, otros ejecutados y otros desterrados como es el caso de Simón Bolívar. 
Bolívar se dirige a la Nueva Granada donde triunfa en la Campaña del Magdalena en la cual le da a los patriotas Neogranadinos una victoria casi completa; luego pide permiso al congreso de la Unión Granadina para iniciar la Campaña Admirable que tenía como objetivo principal tomar el control del nororiente del territorio de Nueva Granada, para llegar a Venezuela y vencer al capitán Domingo de Monteverde, para dar inicio a la Segunda República de Venezuela. 
El proyecto se lleva a cabo con eficacia, la república queda materializada y Monteverde es vencido, todo iba a favor de los patriotas, hasta cuando aparece en el campo de batalla el guerrillero realista José Tomás Boves, quien comandaba un ejército conformado por llaneros, pardos y gente de estatus social bajo, quienes preferían el gobierno español al que estaban acostumbrados, pues veían en la república un gobierno dirigido por la clase criolla, la cual los oprimiría aún más, por lo cual Boves tuvo gran apoyo popular y logró formar un ejército fuerte y numeroso el cual logró desestabilizar el orden social y económico de la república. Boves cae muerto en la Batalla de Urica a manos de Pedro Zaraza, sin embargo su ejército había dejado al Ejército Patriota incapaz de resistir ante la empresa militar de reconquista española dirigida por el general español Pablo Morillo la cual se avecinaba, y así cae la segunda república. 
Bolívar se dirige a Nueva Granada con fin de ir a Cartagena, destino al que renuncia al enterarse de que las tropas del general Morillo ya habían tomado la ciudad, por lo que decide ir hacia Jamaica donde escribe su documento más célebre: La Carta de Jamaica, en la cual manifiesta su deseo de Unir a Nueva Granada y Venezuela en una sola nación, la cual se llamaría Colombia en honor a Cristóbal Colón. Luego viaja a Haití para buscar apoyo del presidente de ese país Alexandre Pétion, el cual accede, dándole apoyo en las expediciones de los cayos, las cuales le permiten al Libertador entrar por el Oriente del país. Llegado Bolívar a Venezuela se contacta con otros caudillos conocidos en batallas anteriores como Santiago Mariño, y lo más importante el lugarteniente de José Tomás Boves y ahora líder de las tropas llaneras, el general José Antonio Páez se une a la causa patriótica, y mediante triunfos logran establecer la parcialmente materializada Tercera República de Venezuela, esto con el único fin de obligar a Morillo a regresar a Venezuela, para poder dar independencia a Nueva Granada, territorio estratégico para materializar la Gran Colombia, y llevar luego de manera efectiva y completa la liberación de Venezuela y el sur. De esta manera Bolívar espera el regreso de Morillo, para salir a Nueva Granada, pero antes en el congreso de Angostura definió los asuntos de la futura República.
Lograda la independencia de Nueva Granada, Bolívar deja encargado a Francisco de Paula Santander del gobierno, y se dirige a Venezuela para vencer a Morillo y dar la independencia a su tierra natal. El triunfo en Nueva Granada lo hizo digno de asumir la máxima comandancia del Ejército Patriota. Después de firmar un armisticio con el general Morillo, este regresa a España por órdenes del Rey; el mando del Ejército Realista es ejercido por el lugarteniente de Morillo, el general Miguel de la Torre, quien es vencido por el Ejército Patriota en la Batalla de Carabobo el 24 de junio de 1821, victoria de los patriotas que materializó la independencia Venezolana, y con esto la República de Colombia ya tiene a 2 de sus tres departamentos en libertad (Nueva Granada y Venezuela).

### Guerra de Independencia de Ecuador
En Ecuador, la guerra de independencia tenía sus antecedentes en 1809, cuando en la ciudad de Quito, el pueblo depone al gobernador, y la provincia se declara independiente.
Bolívar después de dar la independencia a Nueva Granada, acuerda con el congreso de Cúcuta, asumir de manera oficial la presidencia en 1821 después de lograr la independencia en Venezuela, hecho que se lleva a cabo, sin embargo Bolívar deja encargado de la presidencia a Francisco de Paula Santander, vicepresidente en Nueva Granada, lo que despertaría más tarde las diferencias entre Nueva Granada y Venezuela y provocaría la disolución de la unión. Esta decisión se debió a que el Libertador debía libertar Quito para completar la independencia de la Gran Colombia e iniciar la invasión al Perú, el principal Virreinato de España en Suramérica que representaba una amenaza para la joven república. 
Sin embargo no solo el Virreinato del Perú era una amenaza, también lo era el Libertador del Sur José de San Martín, quien tras dar independencia a Argentina y Chile, había iniciado la invasión al Perú y tenía como objetivo reclamar la provincia de Quito para el Perú, lo que representaba para Bolívar una amenaza contra sus intereses. Bolívar divide su ejército en 2 frentes, el primero comandado por el general venezolano Antonio José de Sucre que entraría a Quito por la ciudad de  Guayaquil y el segundo comandado por él mismo que entraría a Quito por la provincia de Pasto, único territorio en la Nueva Granada que estaba bajo el control realista, debido a que tanto el pueblo como el ejército y la Iglesia eran partidarios de la causa realista, lo cual fue una lucha difícil para el mismo Bolívar. 
Sucre mientras tanto asegura la independencia en Quito con la Batalla de Pichincha. Bolívar mientras tanto vence la fortaleza Pastusa en la Batalla de Bomboná y con esto logra tomar el control de la población y así logra entrar a Quito. Más sin embargo Pasto seguiría siendo un dolor de cabeza para Bolívar pues más tarde vendrían las rebeliones de los guerrilleros realistas Agustín Agualongo y Benito Boves, sobrino del difunto guerrillero realista José Tomás Boves que a pesar de haber sido abatidas, fueron difíciles de diezmar debido al apoyo de la población. 
A pesar del triunfo en Quito, aún faltaba definir algo, la provincia de Guayaquil aún no estaba en la unión, enfrentaba las tensiones entre tres partidos; el primero que deseaba que el territorio se uniera al Perú, el segundo quería que la provincia fuese una república independiente, y el tercero deseaba que la provincia se uniera al departamento de Quito para pertenecer a Colombia. Esto aumentó las tensiones entre Simón Bolívar y José de San Martín, lo que estuvo a punto de desatar una guerra entre Colombia y el Perú, pero todo se resolvió mediante la diplomacia, y Guayaquil se anexó al departamento de Quito y la República de Colombia quedó completamente independiente.

### Guerra de Independencia en Perú

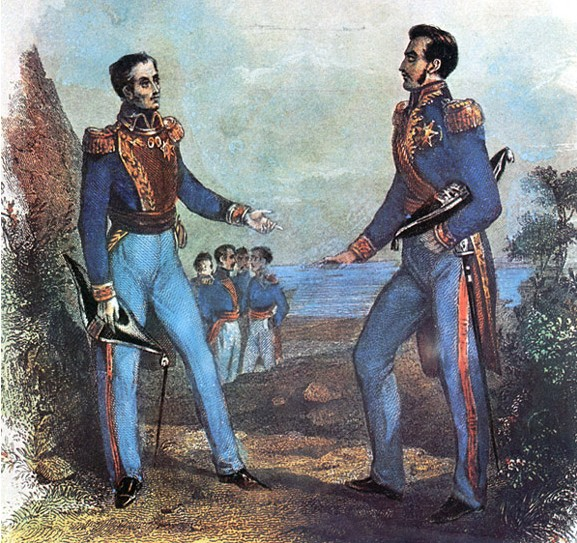
Simón Bolívar y José de San Martín en la entrevista de Guayaquil.

En Perú, la guerra de independencia tenía sus antecedentes con la frustrada conspiración de Túpac Amaru II, que fue fuertemente reprimida y terminó con la ejecución del caudillo y sus colaboradores. 
Más tarde el Protector José de San Martín después de concretar las independencias de Argentina y Chile, lleva su ejército al Perú para expandir su proyecto libertador por el resto de Suramérica, después de tener un encuentro con Bolívar en Guayaquil, se retira a exigencia de este último "No puede haber dos soles en Sudamérica" le dijo Bolívar, asumiendo el proyecto el Libertador Simón Bolívar. 
El retiro de San Martín desmotivó a las tropas argentinas y chilenas de seguir con el proyecto, por lo que estas también renunciaron a la campaña, quedando la independencia del Perú (la cual estaba muy incompleta) en manos del Ejército Bolivariano. 
La guerra en el Perú se veía cada día más difícil debido a la inestabilidad de las gobernaciones instauradas por San Martín, las cuales estaban dirigidas por líderes desinteresados que por poco pudieron haber entregado los logros obtenidos al Virrey; 
A pesar de los problemas que imposibilitaban a Bolívar la independencia del Perú, su victoria en la Batalla de Junín dio un fatal golpe al Virreinato. El proyecto se hizo más fuerte, se fortalecieron las instituciones de gobierno, y el proyecto libertador volvió a tener credibilidad y apoyo. El 9 de diciembre de 1824 se llevó a cabo la Batalla de Ayacucho, la cual fue un triunfo del Ejército Patriota, victoria que dio muerte al último Virreinato de España en la América continental; la guerra en el sur había terminado.

### Guerra de Independencia en Bolivia y Guerra Gran Colombo-Peruana

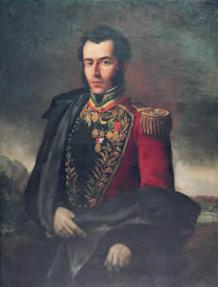
El Gran Mariscal de Ayacucho Antonio José de Sucre.

La Guerra de Independencia en Bolivia fue la que menor importancia tuvo, ya que en gran parte fue concretada gracias al triunfo del Ejército Bolivariano en el Perú, otro aspecto es el de que Bolivia no fue otra institución gubernamental española, sino que su territorio formaba parte del Virreinato del Río de la Plata, por lo que Bolívar más que darle independencia, la creó como república independiente, para evitar las diferencias entre Perú y Argentina. 
Después de la Batalla de Ayacucho, el territorio quedó parcialmente controlado por el realista Pedro Antonio Olañeta, quien es vencido en la Batalla del Tumusla, lo que le dio independencia al territorio, sin embargo el territorio era conocido históricamente como el Alto Perú, por lo cual Perú reclamaba su soberanía sobre el territorio, pero debido a que Argentina hacía el mismo reclamo, Bolívar le otorga una soberanía propia, y le da el nombre de República de Bolívar o Bolivia en honor a su nombre. 
Este hecho lleva a que se despierten diferencias entre el Perú y Colombia, sumándose esto el interés del Perú sobre Guayaquil, lleva a que los oficiales peruanos se separen del Ejército Patriota y creen su propia milicia y con ella invadan a Bolivia y Guayaquil, y se desate la guerra entre Colombia y el Perú, que termina con la Batalla del Portete de Tarqui a favor de Colombia, sin embargo las relaciones entre los 2 países no fueron las mismas. Bolivia como estado independiente crea su propio ejército, tras la renuncia del ahora Mariscal Sucre a su presidencia.
El final del Ejército Patriota se dio de manera definitiva cuando Venezuela y Ecuador se separaron de Colombia y la Nueva Granada estableció su propia república, y reformó las fuerzas militares.